# ستيفين سكرزيبسكي
ستيفين سكرزيبسكي (بالألمانية: Steven Skrzybski)‏ (18 نوفمبر 1992 ببرلين في ألمانيا - ) هو لاعب كرة قدم ألماني في مركز الهجوم. لعب مع يونيون برلين.

## روابط خارجية
- ستيفين سكرزيبسكي على موقع قاعدة بيانات كرة القدم.إي يو (الإنجليزية)
- ستيفين سكرزيبسكي على موقع بيانات كرة القدم. دي إي (الألمانية)
- ستيفين سكرزيبسكي على موقع Soccerway.com (الإنجليزية)
- ستيفين سكرزيبسكي على موقع عالم كرة القدم.نت (الإنجليزية)